# Mike Randolph
Michael Horace Randolph, detto Mike (Chino Hills, 3 dicembre 1985), è un ex calciatore statunitense, di ruolo difensore.

## Carriera

### Inizi
Alle scuole superiori, Randolph frequentò la Canyon Hills Junior High e la Ruben S. Ayala High School.
All'università giocò con i Roughriders, la squadra dello Yavapai College (Arizona). Nel 2004, con i Roughriders, vinse il campionato dell'Arizona, venendo sconfitto nelle semifinali nazionali, fallendo così nell'impresa di difendere il titolo vinto da Yavapai nel 2002 e nel 2003.
Nel 2005 concluse la sua carriera allo Yavapai College aiutando la squadra a ottenere 24 vittorie e 2 sconfitte in campionato, aggiudicandosi l'ennesimo titolo di campioni dell'Arizona. La squadra non conquistò comunque il titolo nazionale, perdendo in finale per 3-1 contro il Georgia Perimeter College.

### Professionismo
Randolph venne ingaggiato nel 2006 dai Portland Timbers, squadra della USL First Division, con cui giocò 25 partite ottenendo anche la nomination come "esordiente dell'anno" ("Rookie of the Year").
Successivamente passò ai Los Angeles Galaxy, squadra della Major League Soccer, con cui debuttò in campionato il 12 aprile 2007 nella partita persa per 2-1 contro l'FC Dallas. Questo fu anche il suo esordio nella MLS.
Sempre nella stagione 2007, per 5 partite, militò nei California Victory, club in seguito scioltosi che militava nella USL First Division.
Lascia il Galaxy a febbraio 2009.